# Comunidad de Calatayud
Comunidad de Calatayud – comarca w Hiszpanii, w Aragonii, w prowincji Saragossa. Stolicą comarki jest Calatayud. Comarca ma powierzchnię 2518 km². Mieszka w niej 42 379 obywateli.
Lokalne wino (Calatayud (DO)) zdobyło status Denominación de Origen w 1990 roku, a region winiarski Calatayud jest drugim co do wielkości obszarem produkcji wina w Aragonii, po apelacji Cariñena. Owoce i pszenica są głównymi produktami rolnymi, rozwija się tu również przemysł lekki oraz turystyka. Obszar ten jest znany z balnearios (łaźnie termalne) w Alhama de Aragón, Jaraba i Paracuellos, i również z architektury Mudéjar.

## Historia
Powiat ustalono najpierw jako wspólnotę wsi założoną przez Alfonsa I po rekonkwiście. Ta wspólnota miała pełną autonomię w zakresie organizowania się ekonomicznie i militarnie. Historycznie region był większy, gdyż w jego skład wchodziły gminy, które są obecnie częścią prowincji Soria i Guadalajara.

## Gminy
Comarca dzieli się na 67 gmin, który znajdują się w górzystym regionie gór Iberyjskich.
Abanto, Alarba, Alconchel de Ariza, Alhama de Aragón, Aniñón, Arándiga, Ariza, Ateca, Belmonte de Gracián, Berdejo, Bijuesca, Bordalba, Bubierca, Cabolafuente, Calmarza, Calatayud, Campillo de Aragón, Carenas, Castejón de Alarba, Castejón de las Armas, Cervera de la Cañada, Cetina, Cimballa, Clarés de Ribota, Codos, Contamina, El Frasno, Embid de Ariza, Fuentes de Jiloca, Godojos, Ibdes, Jaraba, La Vilueña, Malanquilla, Maluenda, Mara, Miedes, Monreal de Ariza, Monterde, Montón, Morata de Jiloca, Morés, Moros, Munébrega, Nigüella, Nuévalos, Olvés, Orera, Paracuellos de Jiloca, Paracuellos de la Ribera, Pozuelo de Ariza, Ruesca, Saviñán, Sediles, Sisamón, Terrer, Tobed, Torralba de Ribota, Torrehermosa, Torrelapaja, Torrijo, Valtorres, Velilla de Jiloca, Villafeliche, Villalba de Perejil, Villalengua, Villarroya